# 秀英街道
秀英街道是中国海南省海口市秀英区下辖的一个街道。

## 行政区划
秀英街道下辖
- 秀华社区
- 秀海社区
- 秀中社区
- 秀新社区
- 书场社区
- 向荣村